# Stawros Dimas
Stawros Dimas, gr. Σταύρος Δήμας (ur. 30 kwietnia 1941 w Atenach) – grecki polityk, wieloletni parlamentarzysta, minister w kilku rządach, w latach 2004–2010 komisarz europejski.

## Życiorys
Studiował prawo i ekonomię na Uniwersytecie Ateńskim. Kształcił się następnie na New York University. W 1969 został prawnikiem w nowojorskiej korporacji prawniczej. W 1970 zaczął pracę w departamencie prawnym Banku Światowego. Od 1975 do 1977 zasiadał we władzach jednego z greckich banków. W 1977 został członkiem greckiego rządowego komitetu negocjującego warunki akcesji Grecji do Europejskiej Wspólnoty Gospodarczej. W tym samym roku uzyskał mandat posła do Parlamentu Hellenów z ramienia Nowej Demokracji, który wykonywał do 2004.
Również w 1977 po raz pierwszy objął stanowisko rządowe – wiceministra koordynacji gospodarczej. W 1980 powołany w skład greckiego rządu na urząd ministra handlu (do 1981). W latach 1989–1990 był ministrem rolnictwa, następnie do 1991 ministrem przemysłu, energii i technologii. W drugiej połowie lat 90. pełnił funkcję sekretarza generalnego Nowej Demokracji, w latach 2000–2004 stał na czele partyjnej delegacji w Zgromadzeniu Parlamentarnym Rady Europy.
W marcu 2004 zastąpił Annę Diamantopoulou na stanowisku komisarza UE ds. zatrudnienia, spraw społecznych i wyrównywania szans w Komisji Romano Prodiego. W pierwszej Komisji José Barroso od listopada tego samego roku był komisarzem UE ds. środowiska, zakończył urzędowanie w lutym 2010.
Powrócił następnie do czynnej aktywności partyjnej, w lipcu 2010 Antonis Samaras powierzył mu funkcję wiceprzewodniczącego Nowej Demokracji. 11 listopada 2011 z rekomendacji ND w koalicyjnym rządzie Lukasa Papadimosa objął stanowisko ministra spraw zagranicznych. Zakończył urzędowanie 17 maja 2012.
W grudniu 2014 Stawros Dimas był kandydatem rządzącej koalicji w wyborach prezydenckich przeprowadzanych w greckim parlamencie. W trzech głosowaniach z 17, 23 i 29 grudnia nie uzyskał wymaganej większości głosów, co skutkowało rozpisaniem przedterminowych wyborów parlamentarnych.
Ojciec polityka Christosa Dimasa.